# بوبي جونسون
بوبي جونسون (بالإنجليزية: Bobby Johnson)‏ هو لاعب كرة قدم أمريكية أمريكي، ولد في 8 فبراير 1951 في كولومبيا في الولايات المتحدة.